# Freemake Video Converter
Freemake Video Converter è un software freemium utilizzato per il montaggio video, sviluppato da Ellora Assets Corporation. Il programma è stato progettato per la conversione dei file video in vari formati, per la masterizzazione su DVD e per creare presentazioni fotografiche.

## Caratteristiche
Freemake Video Converter permette di convertire file video in diversi formati tra cui AVI, WMV, MP4, MKV, 3GP, MPEG e FLV. Permette inoltre di apportare modifiche al file video, ad esempio tagliare delle parti, ruotare l'immagine, unire più video o cambiare l'aspect ratio e permette anche di scaricare o caricare video da YouTube. Il programma è anche in grado di costruire presentazioni musicali di immagini e di masterizzare un DVD creando un apposito menu per i file video.
Sono supportati tutti i principali formati in input, inoltre è possibile salvare i file appositamente per i maggiori dispositivi multimediali come Apple (iPod, iPhone, iPad), Xbox, PlayStation, Samsung, Nokia, BlackBerry, e molti altri dispositivi Android.

## Aggiornamenti importanti
L'aggiornamento alla versione 2.0 è stato un aggiornamento significativo poiché ha introdotto due importanti novità: il ripping dei video da portali online e la creazione e masterizzazione di Blu-ray. La versione 2.1, invece, ha implementato la possibilità di aggiungere sottotitoli ai file, la creazione di immagini ISO e la conversione da DVD a DVD/Blu-ray. Con la versione 2.3 è stato aggiunto il supporto per DXVA per una conversione più veloce (fino al 50% per i contenuti HD).
La versione 3.0 ha aggiunto il supporto per la creazione di video in HTML5 e una nuova programmazione per smartphone.
La versione 4.0 (rilasciata ad aprile 2013) ha introdotto la possibilità di acquistare un "Gold Pack" di contenuti extra tramite una donazione. Inoltre, dalla versione 4.0.4 (resa disponibile il 27 agosto 2013), alla fine di tutti i video che durano più di 5 minuti viene aggiunto un logo promozionale se non è stato acquistato il Gold Pack. L'11 maggio 2016 è stata rilasciata l'ultima versione del programma che ha introdotto la funzione drag and drop (clicca e trascina), non disponibile nelle versioni precedenti.

## Problemi di licenza
FFmpeg ha aggiunto Freemake Video Converter v1.3 alla sua Hall of Shame. Il 16 dicembre 2010 il prodotto fu accusato di violazione della GNU General Public License a causa della distribuzione di componenti del progetto FFmpeg senza includere i dovuti riconoscimenti.

## Software sponsor in bundle
Dalla versione 4.0, l'installer di Freemake Video Converter include una toolbar di ricerca potenzialmente indesiderata, sviluppata da Conduit. Nonostante gli utenti possano rifiutare l'installazione del software durante, l'opzione di Installazione personalizzata appare in grigio e potrebbe erroneamente far credere che sia disabilitata.